# Spinoliella karhadra
Spinoliella karhadra là một loài Hymenoptera trong họ Andrenidae. Loài này được Rodríguez, Toro & Ruz mô tả khoa học năm 2001.